# Поцелуй (картина Айеца)
«Поцелуй» (итал. Il bacio) — картина итальянского художника Франческо Айеца, написанная в 1859 году в стиле итальянского романтизма.
Айец написал также три копии этой картины, две из которых хранятся в частных коллекциях, а третья, где женщина одета в белое платье, была написана в 1861 году для семьи Мюлиус (Mylius) и продана 12 ноября 2008 года с аукциона Сотби в Лондоне за 780 450 фунтов стерлингов.
Айец считал «Поцелуй» одной из своих важнейших работ. В ней он попытался объединить такие свойства итальянского романтизма, как натурализм и пристальное внимание к чувственной любви, с идеалом Рисорджименто — патриотизмом. Целующаяся пара представляет собой аллюзию на Ромео и Джульетту Шекспира, а также на Ренцо и Лючию из романа Алессандро Мандзони «Обручённые». Кроме того, в персонажах картины Айец стремился показать зарождающуюся итальянскую нацию. Так он объединяет в одном сюжете любовь личную с любовью к родине.
Одежда героев и архитектура свидетельствуют о том, что сцена происходит в Средние века, однако совершенно новая иконография картины и её патриотический посыл убеждают зрителя в её современности. Цвета, использованные художником, намекают на Пломбьерское соглашение между Италией и Францией, ознаменовавшее рождение итальянской нации.
Картина была впервые представлена публике на выставке в Академии Брера в сентябре 1859 года, через три месяца после прибытия в Милан Виктора Эммануила II и Наполеона III — командующих франко-сардинской армией, недавно разбившей австрийские войска в битве при Сольферино.